# Arctic (film)
Arctic är en isländsk överlevnadsdramafilm från 2018, regisserad av Joe Penna och skriven av Penna och Ryan Morrison. Filmen är en internationell samproduktion mellan Island och USA där Mads Mikkelsen spelar en man som blir strandsatt i Arktis. Filmen hade premiär på filmfestivalen i Cannes 2018 och släpptes på bio den 1 februari 2019.

## Handling
Overgård (Mads Mikkelsen) är strandsatt vid polcirkeln och bor i sitt kraschade plan. Hans dagliga rutin består av att kolla fiskelinor, kartlägga sin omgivning samt köra en nödfyr driven av en vevdynamo. En dag plundras hans förråd av en isbjörn. En helikopter reagerar på hans fyr och försöker landa, men kraschar. Piloten (Tintrinai Thikhasuk) dödas och passageraren (Maria Thelma Smáradóttir), är svårt skadad.
Overgård tar hand om kvinnan och försöker överleva genom att hitta mat och annan utrustning från helikoptervraket. Han hittar också en karta som visar en bebodd plats som ligger flera dagars vandring bort. Han bestämmer sig för att försöka ta sig dit med kvinnan och fäster henne på en släde, som han drar bakom sig. Under resans gång möter de på flera svårigheter, bland annat en farlig isbjörn som han lyckas skrämma iväg med ett nödbloss.  
Kvinnans tillstånd förvärras, och i tron att hon snart kommer dö, bestämmer sig Overgård att fortsätta sin resa ensam för att öka chanserna att hitta hjälp. Kort därefter ramlar han ner i en spricka i berget och skadar sitt ben. När han återvänder till kvinnans släde, och upptäcker att hon fortfarande lever, bestämmer han sig för att ta med henne på resan igen, trots att han själv är utmattad och skadad.
Nästan helt slut på krafter ser han en helikopter i fjärran. Han tänder sitt sista återstående nödbloss men deras försök att dra till sig uppmärksamhet från besättningen misslyckas. När allt hopp verkar vara förlorat, lyckas de till slut att räddas av helikopterbesättningen som hittar dem.

## Rollbesättning
- Mads Mikkelsen som Overgård - Strandad pilot
- Maria Thelma Smáradóttir som ung kvinna
- Tintrinai Thikhasuk som Helikopterpilot

## Produktion
Filmen spelades in under 19 dagar på Island.  Mads Mikkelsen nämnde filmen som den svåraste inspelningen i sin karriär. 

## Övrigt
Den 12 april 2018 valdes filmen ut för att tävla om Camera d'Or vid filmfestivalen i Cannes 2018.   